# Садки-Строївка
Садки-Строївка — село Макарівської селищної громади Бучанського району Київської області. Розташоване за 5 км від с. Борівка. Відстань до центру громади — 27 км, до обласного центру — 71 км. Площа населеного пункту становить 97,1 га. Населення становить 90 осіб. Фактично, Садки і Строївка є окремими населеними пунктами, що видно, зокрема, й на дорожньому вказівнику на під'їзді до них.
Урочище Садки позначене на карті Шуберта 1868 року. Німецькі колонії Садки і Строївка вперше фіксуються під час перепису населення 1897 року. У 1938 р. в селі було заарештовано 26 осіб. Розстріляли 11 жителів села, а інші отримали 10 років арешту. Це були голова колгоспу, учитель, 19 колгоспників, в тому числі 1 жінка. У часи війни село було окуповане нацистами, загинуло 30 його мешканців. 9 травня 1957 р. відкрито пам'ятник на братській могилі радянських воїнів, які загинули при визволенні села.